# 普利茅斯 (康乃狄克州)
普利茅斯（英語：Plymouth）是一個位於美國康乃狄克州利奇菲爾德縣的城鎮。

## 地理
普利茅斯的座標為41°40′19″N 73°03′10″W / 41.67194°N 73.05278°W，而該地的平均海拔高度為266米（即873英尺）。

## 人口
根據2010年美國人口普查的數據，普利茅斯的面積為57.80平方千米，當中陸地面積為56.30平方千米，而水域面積為1.50平方千米。當地共有人口12243人，而人口密度為每平方千米211人。